# Кобоплу
Кобоплу — лісиста гора в Криму на південно-західних схилах Бабуган-Яйли. Висота гори — 993 м. Трохи східніше розташована вкрита лісом гора Караул-Кая (Бабуган-Яйла) (1268 м.). На захід — Альтанка вітрів — пам'ятка Південного узбережжя Криму.